# محاكاة اللعبة الحقيقية

لعبة أسبوع الطائر إحدى الألعاب التي تتحكم بها اللاعب في الحياة الحقيقية

محاكاة اللعبة الحقيقية أو ألعاب محاكاة الحياة (بالإنجليزية: Life simulation game)‏ ، وهي نوع اللعبة التي تعيش في الواقع الإفتراضي المشابه للحياة الحقيقية.

## أمثلة
- سلاسل لعبة ذا سيمز.
- أسبوع الطائر.
- سلاسل لعبة سلايم رانشر
- سلاسل لعبة تروبيكو

## تعريف
ألعاب محاكاة الحياة هي حول «الحفاظ على تزايد عدد سكان معقول من الكائنات الحية»، حيث يتم منح اللاعبين القدرة على السيطرة على حياة مخلوقات مستقلة أو شخص. ولكن «لأنه المقصود للترفيه بدلا من البحث والتجارية مباريات لحياة تنفذ مجموعة فرعية فقط من ما يحقق الأبحاث الحياة».

## مصدر
1. ↑  Rollings، Andrew؛ Ernest Adams (2006). Fundamentals of Game Design. Prentice Hall. مؤرشف من الأصل في 2018-09-27.